# 安田靫彦

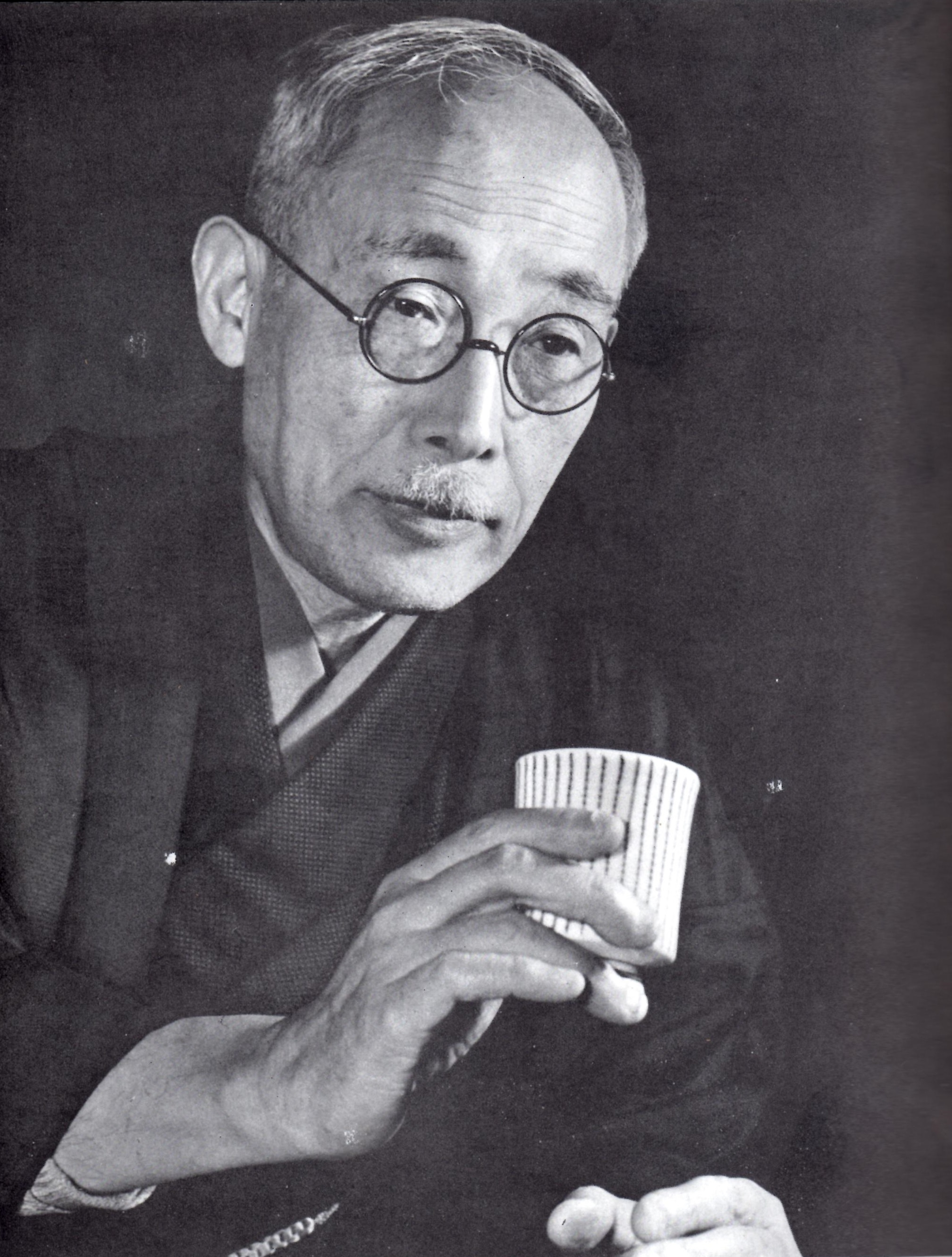
安田靫彦

安田靫彦（1884年2月16日—1978年4月29日）是日本画家。出生於東京。朝日獎獲獎者。文化勳章獲得者。主要作品『夢殿』『五合庵の春』『日食』『役優婆塞』『黄瀬川陣』『王昭君』『鴻門会』等。

## 外部連結
- 安田靫彦 （页面存档备份，存于） - 東京文化財研究所